# Srednji vzhod
Srednji vzhod je geografska, zgodovinska, kulturna in politična regija, ki nima enotne opredelitve. Slovenska geografska stroka loči med regijama Bližnji vzhod in Srednji vzhod, pri čemer se Srednji vzhod nahaja vzhodno od Bližnjega vzhoda (oz. med Bližnjim vzhodom in Daljnim vzhodom) in v ožjem smislu obsega Iran in Afganistan; tako opredeljeni Srednji vzhod na severu omejuje Srednja Azija, na vzhodu pa Južna Azija in Kitajska kot del Vzhodne Azije. 
V območju rodovitnega polmeseca so tu nastale prve visoke civilizacije. V regiji danes dominirajo Arabci; najpomembnejša religija je islam, prisotne pa so tudi številne druge etnične skupine in religije. Iz tega območja izhaja več glavnih svetovnih religij. V sodobnem času je strateško pomembna zaradi zalog surove nafte, ki privlačijo pozornost svetovnih velesil.

## Terminologija
V današnji jezikovni rabi v slovenščini se je uveljavila tudi opredelitev regije »Srednji vzhod«, kot se uporablja v anglosaškem svetu oz. v angleščini. Po tej opredelitvi se regija »Srednji vzhod« v glavnem prekriva z regijo Bližnji vzhod in kot takšna navadno zajema države Jugozahodne Azije in nekatere države Severne Afrike. Ker se angleška besedna zveza Middle East (tj. »Srednji vzhod«) pomensko prekriva s slovensko besedno zvezo Bližnji vzhod, gre pri takšni opredelitvi regije Srednji vzhod v slovenščini jezikoslovno za lažna prijatelja.
Da bi ZDA po terorističnih napadih 11. septembra 2001 spet utrdile svojo državno varnost, so sprožile politično pobudo za t. i. Greater Middle East, ki so jo predstavile na srečanju držav G8 leta 2004. Politični pojem Greater Middle East se nanaša na 27 držav (22 držav članic Arabske lige, Izrael, Turčijo, Iran, Afganistan in Pakistan), ki so jim ZDA v času Busheve administracije ponudile podporo pri prehodu v demokracijo in svobodno tržno gospodarstvo. Pri predstavitvi ameriške pobude za Greater Middle East so evropske države članice G8 sicer opozorile, da regija, ki jo je Busheva administracija opredelila kot Greater Middle East, geopolitično niti ne obstaja, saj v sebi združuje preveč različne dele sveta.     